# Acorigone zebraneus
Acorigone zebraneus is een spinnensoort in de taxonomische indeling van de hangmatspinnen (Linyphiidae).
Het dier behoort tot het geslacht Acorigone. De wetenschappelijke naam van de soort werd voor het eerst geldig gepubliceerd in 2008 door Jörg Wunderlich.